# タンザニア軍
タンザニア人民防衛軍（タンザニアじんみんぼうえいぐん、スワヒリ語: Jeshi la Ulinzi la Wananchi wa Tanzania）は、タンザニアの軍隊である。

## 概要
タンザニア軍は陸軍、海軍、空軍から構成される。
兵力は陸軍23,000名、海軍1,000名、空軍3,000名で、これとは別に予備役が80,000名存在する。この他に準軍事組織として警察1,400名を擁している。

### データ
- 軍事予算 - 11億6,000万ドル(2024年)[1]
- 兵役 - 徴兵制（3か月）[1]

## 組織・編制

### 陸軍
編成は以下の通り。
- 機甲旅団×1[1]
- 軽歩兵旅団×5[1]
- 砲兵大隊×4[1]
- 迫撃砲大隊×1[1]
- 対戦車大隊×2[1]
- 対空砲大隊×2[1]
- 工兵連隊×1[1]
- 補給隊×1[1]

保有装備は以下の通り。
戦車・装甲車
- T-54・T-55戦車×30両[1]
- 59G式戦車×15両[1]
- VT-2戦車×1両以上[1]
- FV101 スコーピオン軽戦車×30両[1]
- 62式軽戦車×25両[1]
- 63A式軽戦車×2両以上[1]
- BRDM-2装甲偵察車×10両[1]
- BTR-40,BTR-152装甲兵員輸送車×推定10両[1]
- 92式装輪装甲車×4両[1]

対戦車兵器
- 52式（M20）75mm無反動砲[1]
- 56式（D-44）85mm野砲×75門[1]

火砲
- D-30 122mm榴弾砲×20門[1]
- 54-1式（M-30） 122mm榴弾砲×80門[1]
- 59-1式 130mmカノン砲×30門[1]
- 07PA式 自走120mm迫撃砲×3両以上[1]
- BM-21 自走ロケット発射機×58両[1]
- A100 自走ロケット発射機×3両以上[1]
- M-43 82mm迫撃砲×100門[1]
- M-43 120mm迫撃砲×50門[1]

### 海軍
所属艦艇についてはタンザニア海軍艦艇一覧を参照のこと。
独立当初は西ドイツの援助で小規模な沿岸警備を行ったが、タンザニアの東ドイツとの国交樹立で西ドイツから協力を解消されたため、1971年に中華人民共和国の援助で設立された。
基地がダルエスサラームに存在し、中国の支援で建設された。

### 空軍
編成は以下の通り。
- 戦闘飛行隊×1[1]
- 輸送飛行隊×5[1]
- 輸送ヘリコプター隊×4[1]

保有機体は以下の通り。
- F-7TN×9[7]
- FT-7N×2[7]
- K-8×5[7]
- FT-5×3[7]
- SB7L-360×1[7]
- セスナ404×2[7]
- Y-8×2[7]
- Y-12 II×2[7]
- DHC-5D×3[7]
- フォッカー F28×1[7]
- フォッカー F50×1[7]
- ガルフストリーム G550×1[7]
- H215×2[7]
- H225×2[7]

防空装備は以下の通り。
- SA-6（稼働状態は疑問）[7]
- SA-7[7]
- ZPU-2/4×40（稼働状態は疑問）[7]
- ZU-23-2×40[7]
- 61-K 37mm対空砲×120[7]